# Robert Blake (attore)
Robert Blake, pseudonimo di Michael James Gubitosi (Nutley, 18 settembre 1933 – Los Angeles, 9 marzo 2023), è stato un attore statunitense di origini italiane, vincitore di un Golden Globe nel 1976 e di un Emmy nel 1975 per il suo ruolo più famoso, quello del detective Tony Baretta nell'omonima serie televisiva (1975-1978).
Nel 2001 balzò alle cronache per l'accusa di uxoricidio della seconda moglie, Bonnie Lee Bakley: il processo e i retroscena sul passato della coppia (la donna aveva sposato Blake perché era rimasta incinta, ma all'epoca frequentava anche Christian Brando, figlio di Marlon Brando) animarono per anni le cronache giudiziarie di Hollywood. Il verdetto del processo scagionò l'attore dall'accusa di omicidio.

## Biografia

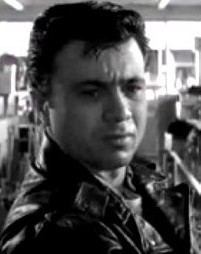
Robert Blake nel trailer del film A sangue freddo (1967)

Blake nacque a Nutley, nel New Jersey, il 18 settembre 1933, figlio di James Gubitosi (nato Giacomo Gubitosi), un ballerino e cantante da vaudeville italiano, emigrato con la famiglia negli Stati Uniti nel 1907, e di Elizabeth Cafone, una casalinga statunitense, nata nel New Jersey da genitori italiani.
Nel 1938, Blake e la sua famiglia si trasferirono a Los Angeles, in California, dove il piccolo Robert dal 1939 al 1948 ebbe un'intensissima esperienza di attore bambino. Dopo l'esordio con una piccola parte nel film Bridal Suite (1939), entrò nel cast delle Simpatiche canaglie per il quale recitò in 40 episodi (1939-1944) come Mickey Gubitosi, acquisendo un ruolo da protagonista nella serie. Affrontò nel contempo anche diversi ruoli di supporto in produzioni cinematografiche, dal 1942 con il nome di scena di Bobby Blake.
Terminata l'esperienza delle Simpatiche canaglie, Blake interpretò dal 1944 al 1947 il ruolo di Little Beaver in 23 film della popolare serie western di Red Ryder. Dopo Tommy Cook nel 1940 e prima di Don Reynolds nel 1949, Blake fu uno dei tre attori bambini ad essersi cimentati nella parte del giovane Indiano compagno di avventure ("saddle pal") di Red Ryder.
Blake apparve anche nei film Il grande botto (1944) con Stanlio e Ollio; Perdutamente (1946), nella parte di John Garfield da bambino; e Il tesoro della Sierra Madre (1948), in una scena che lo vede nel ruolo di un ragazzino messicano opposto a Humphrey Bogart.
Da giovane attore negli anni cinquanta Blake, che nel 1956 cambiò legalmente nome in Robert Blake, interpretò ruoli in film western, che lo lanciarono ad una intensa carriera di attore al cinema e alla televisione. Negli anni Settanta ricoprì il suo ruolo più famoso, quello del detective Tony Baretta nella popolare serie televisiva Baretta (1975-78), per il quale ricevette numerosi riconoscimenti, incluso un Emmy Award (1975) e un Golden Globe (1976).
L'ultimo impegno di Blake risale al 1997, nel film Strade perdute di David Lynch. Si chiuse così una carriera che rimane "una delle più lunghe della storia di Hollywood" (Newton), ben 60 anni di attività intercorsi tra i suoi esordi come bambino negli anni trenta fino alla fine degli anni novanta.

### L'accusa di omicidio

#### L'omicidio della moglie
Il 4 maggio 2001 la seconda moglie di Blake, Bonnie Lee Bakley, venne uccisa in un parcheggio di Los Angeles con alcuni colpi alla testa mentre attendeva il marito, che si era assentato per tornare nel ristorante italiano Vitello's (a Tujunga Avenue, Studio City), da cui i due erano appena usciti. A seguito del fatto, Blake passò la notte in un ospedale, dove venne in seguito dimesso: venne interrogato per 5 ore sull'accaduto (in un primo momento non era sospettato e venne sentito solo come testimone). Qualche giorno dopo, l'attore assunse un detective per cercare il responsabile della morte della moglie.
Blake aveva sposato Bonnie Lee Bakley il 19 novembre 2000, quando un test del DNA aveva confermato che era lui il padre della loro figlia Rose. La vicenda portò alla luce una serie di avvenimenti nella loro breve ma intensa relazione e soprattutto pose l'attenzione sulla particolare personalità della vittima.

#### I retroscena: Bonnie Lee Bakley e la relazione con Blake
All'epoca dell'inizio della loro relazione (1999), la Bakley aveva 9 matrimoni alle spalle, quasi tutti con persone più anziane e facoltose. Nata nel 1956 nel New Jersey, aveva lasciato la scuola a 16 anni per intraprendere la carriera di modella e attrice a New York. A 21 anni aveva sposato un suo primo cugino, da cui aveva avuto due figli. La donna aveva anche una serie di reati e piccoli crimini, tra cui possesso di sostanze stupefacenti e documenti falsi (1989) e spaccio di soldi falsi (1995).
Dopo i primi matrimoni e relativi divorzi, la Bakley cominciò a intrattenere relazioni con personaggi del mondo dello spettacolo. Amici della donna parlano della sua come di una vera e propria "ossessione per le celebrità": nel 1993 aveva dichiarato di essere figlia di Jerry Lee Lewis, ma test del DNA dimostrarono il contrario. Registrazioni di conversazioni telefoniche rivelarono che la donna cercava con tutte le sue forze il matrimonio con una qualche star dello spettacolo: dichiarò "Mi piace stare intorno alle celebrità, ti fa sembrare migliore delle altre persone".
La sua "strategia" aveva comunque dato i suoi frutti, in termini economici, in quanto era proprietaria di 2 case e altri terreni a Memphis, oltre che di una casa fuori Los Angeles. La sua carriera a Hollywood (in cui aveva usato lo pseudonimo di Leebonny) non era mai decollata, proprio per la sua fama di cacciatrice di dote.
Blake e la Bakley si conobbero al compleanno dell'attore Chuck McCann: all'epoca, la donna frequentava Christian Brando, figlio di Marlon Brando. La donna rimase incinta. Fu il suo quarto figlio: in un primo momento diede alla bambina il nome di Christian Shannon Brando, poi, quando il test del DNA rivelò che il padre era Blake, i due si sposarono. Blake e la moglie non vivevano però sotto lo stesso tetto: l'attore abitava in una piccola abitazione dietro la casa della moglie, a Studio City, a Los Angeles (nella zona della San Fernando Valley).

#### L'accusa di uxoricidio

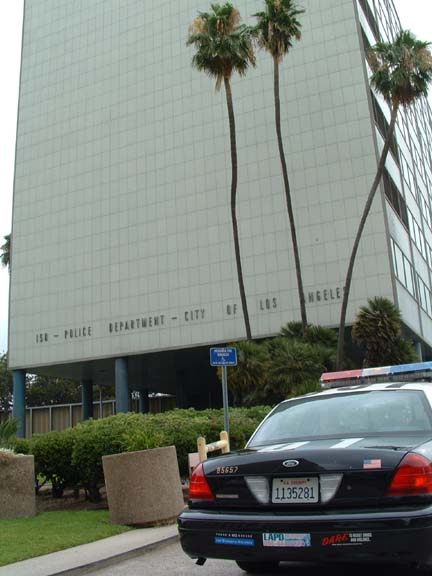
La sede dell'LAPD, a Parker Center

Il 18 aprile 2002 Blake venne arrestato con l'accusa di uxoricidio: l'arresto venne compiuto in diretta televisiva, mentre l'attore si trovava a casa della sorella. Assieme a lui venne arrestato una delle sue due guardie del corpo, per aver preso parte all'omicidio: secondo l'accusa, Blake aveva agito contro la moglie per porre fine ad un matrimonio in cui era stato coinvolto contro la sua volontà.
La svolta delle indagini per il LAPD era avvenuta quando un ex stuntman, Ronald "Duffy" Hambleton, aveva accettato di testimoniare contro l'attore (supportato da un socio, Gary McLarty), dicendo che Blake aveva tentato di convincerlo ad assassinare la Bakley. Durante il processo, la difesa di Blake scoprì che le parole dello stuntman nascondevano una promessa di assoluzione per i suoi precedenti reati in cambio di una testimonianza contro l'attore. Di conseguenza l'attore fu assolto.

## Filmografia

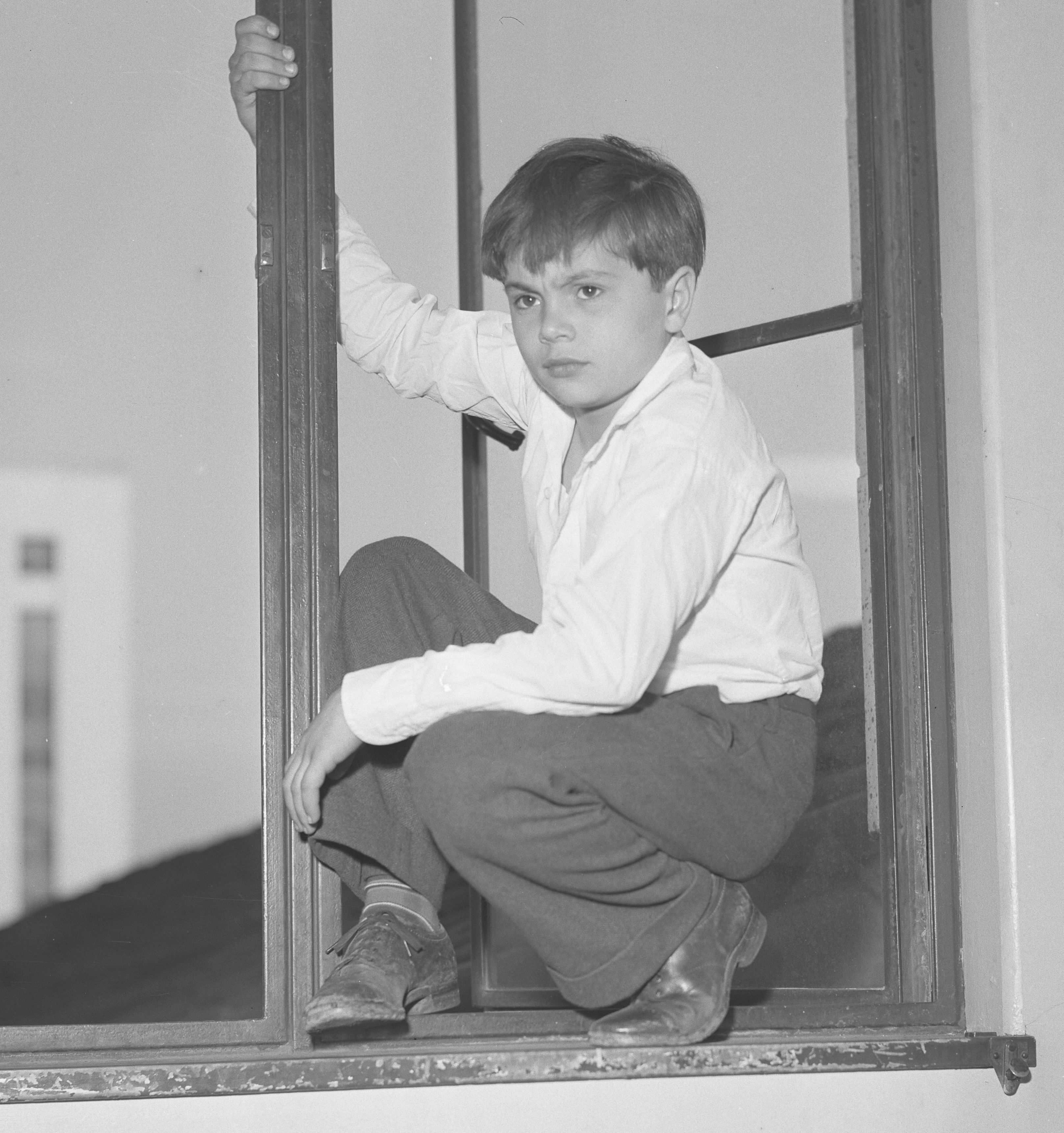
Robert Blake, attore bambino, nel 1944

### Cinema
- Delitto al microscopio (Kid Glove Killer), regia di Fred Zinnemann (1942) (non accreditato)
- Ragazza cinese (China Girl), regia di Henry Hathaway (1942)
- La doppia vita di Andy Hardy (Andy Hardy's Double Life), regia di George B. Seitz (1942)
- Mokey, regia di Wells Root (1942)
- La fortuna è bionda (Slighty Dangerous), regia di Wesley Ruggles (1943) (non accreditato)
- L'angelo perduto (Lost Angel), regia di Roy Rowland (1943)
- La settima croce (The Seventh Cross), regia di Fred Zinnemann (1944) (non accreditato)
- Il grande botto (The Big Noise), regia di Malcolm St. Clair (1944)
- Simpatiche canaglie (Our Gang) – 40 cortometraggi della serie (1939-1944)
- La donna del ritratto (The Woman in the Window), regia di Fritz Lang (1944) (non accreditato)
- La tromba squilla a mezzanotte (The Horn Blows at Midnight), regia di Raoul Walsh (1945)
- Dakota, regia di Joseph Kane (1945)
- Perdutamente (Humoresque), regia di Jean Negulesco (1946)
- Le avventure di Red Ryder (Red Ryder) – 23 film della serie (1944-1947)
- Il tesoro della Sierra Madre (The Treasure of the Sierra Madre), regia di John Huston (1948) (non accreditato)
- La legge del silenzio (Black Hand), regia di Richard Thorpe (1949) (non accreditato)
- La rosa nera (The Black Rose), regia di Henry Hathaway (1950)
- L'assedio degli Apaches (Apache War Smoke), regia di Harold F. Kress (1952)
- Il tesoro dei condor (Treasure of the Golden Condor), regia di Delmer Daves (1953) (non accreditato)
- I veli di Bagdad (The Veils of Bagdad), regia di George Sherman (1953)
- Il grido delle aquile (Screaming Eagles), regia di Charles F. Haas (1956)
- Supplizio (The Rack), regia di Arnold Laven (1956) (non accreditato)
- Sindacato del porto (Rumble on the Docks), regia di Fred F. Sears (1956)
- I violenti (Three Violent People), regia di Rudolph Maté (1956)
- Inferno nel penitenziario (Revolt in the Big House), regia di R.G. Springsteen (1958)
- 38º parallelo: missione compiuta (Pork Chop Hill), regia di Lewis Milestone (1959)
- Plotone d'assalto (Battle Flame), regia di R.G. Springsteen (1959)
- Guerra di gangster (The Purple Gang), regia di Frank McDonald (1959)
- La città spietata (Town Without Pity), regia di Gottfried Reinhardt (1961)
- PT 109 - Posto di combattimento! (PT 109), regia di Leslie H. Martinson (1963)
- La più grande storia mai raccontata (The Greatest Story Ever Told), regia di George Stevens (1965)
- Questa ragazza è di tutti (This Property Is Condemned), regia di Sydney Pollack (1966)
- A sangue freddo (In Cold Blood), regia di Richard Brooks (1967)
- Ucciderò Willie Kid (Tell Them Willie Boy Is Here), regia di Abraham Polonsky (1969)
- Un uomo dalla pelle dura, regia di Franco Prosperi (1972)
- Corky, regia di Leonard Horn (1972)
- Electra Glide (Electra Glide in Blue), regia di James William Guercio (1973)
- Mani sporche sulla città (Busting), regia di Peter Hyams (1974)
- Un camion in salotto (Coast to Coast), regia di Joseph Sargent (1980)
- Cuori di seconda mano (Second Hand-Hearts), regia di Hal Ashby (1981)
- Money Train, regia di Joseph Ruben (1995)
- Strade perdute (Lost Highway), regia di David Lynch (1997)

### Televisione
- Wild Bill Hickok (The Adventures of Wild Bill Hickok) – serie TV, episodio 3x07 (1952)
- Royal Playhouse (Fireside Theater) – serie TV, episodio 5x38 (1953)
- Cisco Kid (The Cisco Kid) – serie TV, episodi 3x22-4x03 (1953)
- Roy Rogers (The Roy Rogers Show) – serie TV, episodio 6x05 (1956)
- 26 Men – serie TV, episodio 1x14 (1957)
- Men of Annapolis – serie TV, episodio 1x11 (1957)
- Avventure in elicottero (Whirlybirds) – serie TV, episodio 2x04 (1957)
- The Court of Last Resort – serie TV, episodio 1x02 (1957)
- The Millionaire – serie TV, episodio 4x22 (1958)
- Broken Arrow – serie TV, episodi 1x01-1x06-2x31 (1956-1958)
- The Restless Gun – serie TV, episodio 2x04 (1958)
- Playhouse 90 – serie TV, episodio 3x25 (1959)
- I racconti del West (Dick Powell's Zane Grey Theater) – serie TV, episodio 3x25 (1959)
- Bat Masterson – serie TV, episodio 3x25 (1961)
- La città in controluce (Naked City) – serie TV, episodi 2x13-2x23 (1961)
- Carovane verso il West (Wagon Train) – serie TV, episodio 4x29 (1961)
- Laramie – serie TV, episodio 3x09 (1961)
- Ben Casey – serie TV, episodio 1x15 (1962)
- Lotta senza quartiere (Cain's Hundred) – serie TV, episodio 1x27 (1962)
- The New Breed – serie TV, episodio 1x31 (1962)
- Have Gun - Will Travel – serie TV, episodi 4x01-4x08-6x04 (1960-1962)
- Richard Boone (The Richard Boone Show) – serie TV, 25 episodi (1963-1964)
- Slattery's People – serie TV, episodio 1x17 (1965)
- Le cause dell'avvocato O'Brien (The Trials of O'Brien) – serie TV, episodio 1x02 (1965)
- Gli uomini della prateria (Rawhide) – serie TV, episodi 7x21-8x06 (1965)
- F.B.I. (The F.B.I.) – serie TV, episodi 1x03-2x01 (1965-1966)
- Death Valley Days – serie TV, episodio 15x07 (1966)
- Baretta – serie TV, 82 episodi (1975-1978)
- Uomini e topi (Of Mice and Men) – film TV (1981)
- Cuore di campione (Heart of a Champion: The Ray Mancini Story) – film TV (1985)

## Riconoscimenti
- Young Hollywood Hall of Fame (1940's)
- Young Artist Award, Former Child Star Lifetime Achievement Award (1995)

Per il ruolo di Tony Baretta, Robert Blake ha vinto:
- 1 Golden Globe per il miglior attore in una serie drammatica (1976)
- 1 Emmy Award Migliore attore protagonista in una serie drammatica 1975

## Doppiatori italiani
Nelle versioni in italiano delle opere in cui ha recitato, Robert Blake è stato doppiato da:
- Massimo Turci in Inferno nel penitenziario, A sangue freddo, La città spietata, Questa ragazza è di tutti
- Ferruccio Amendola in I violenti, Mani sporche sulla città
- Roberto Gicca in PT 109 - Posto di combattimento!
- Carlo Sabatini in Ucciderò Willie Kid
- Pino Colizzi in Un uomo dalla pelle dura
- Carlo Valli in Electra Glide
- Michele Gammino in Baretta
- Luciano De Ambrosis in Money Train
- Sandro Pellegrini in Strade perdute